# Przychody (powiat bialski)
Przychody – wieś w Polsce położona w województwie lubelskim, w powiecie bialskim, w gminie Międzyrzec Podlaski.
Wieś była własnością starosty guzowskiego i nowomiejskiego Stanisława Opalińskiego w 1673 roku, leżała w ziemi mielnickiej województwa podlaskiego w 1795 roku. W latach 1975–1998 miejscowość położona była w województwie bialskopodlaskim.
Wieś jest sołectwem w gminie Międzyrzec Podlaski. Według Narodowego Spisu Powszechnego z roku 2011 wieś liczyła 501 mieszkańców.
| SIMC    | Nazwa       | Rodzaj    |
| ------- | ----------- | --------- |
| 0016018 | Nowa Wieś   | część wsi |
| 0016024 | Podekrze    | część wsi |
| 0016030 | Porębiszcza | część wsi |

Wierni Kościoła rzymskokatolickiego należą do parafii św. Mikołaja w Międzyrzecu Podlaskim.

## Historia
W wieku XIX, Przychody – wieś nad Krzną Południową w ówczesnym powiecie radzyńskim (1867–1975) gminie Misie. W roku 1883 było tu 46 domów i 241 mieszkańców. 
Według spisu z roku 1827 było tu 40 domów i 177 mieszkańców.